# Krzysztof Bartnicki (tłumacz)

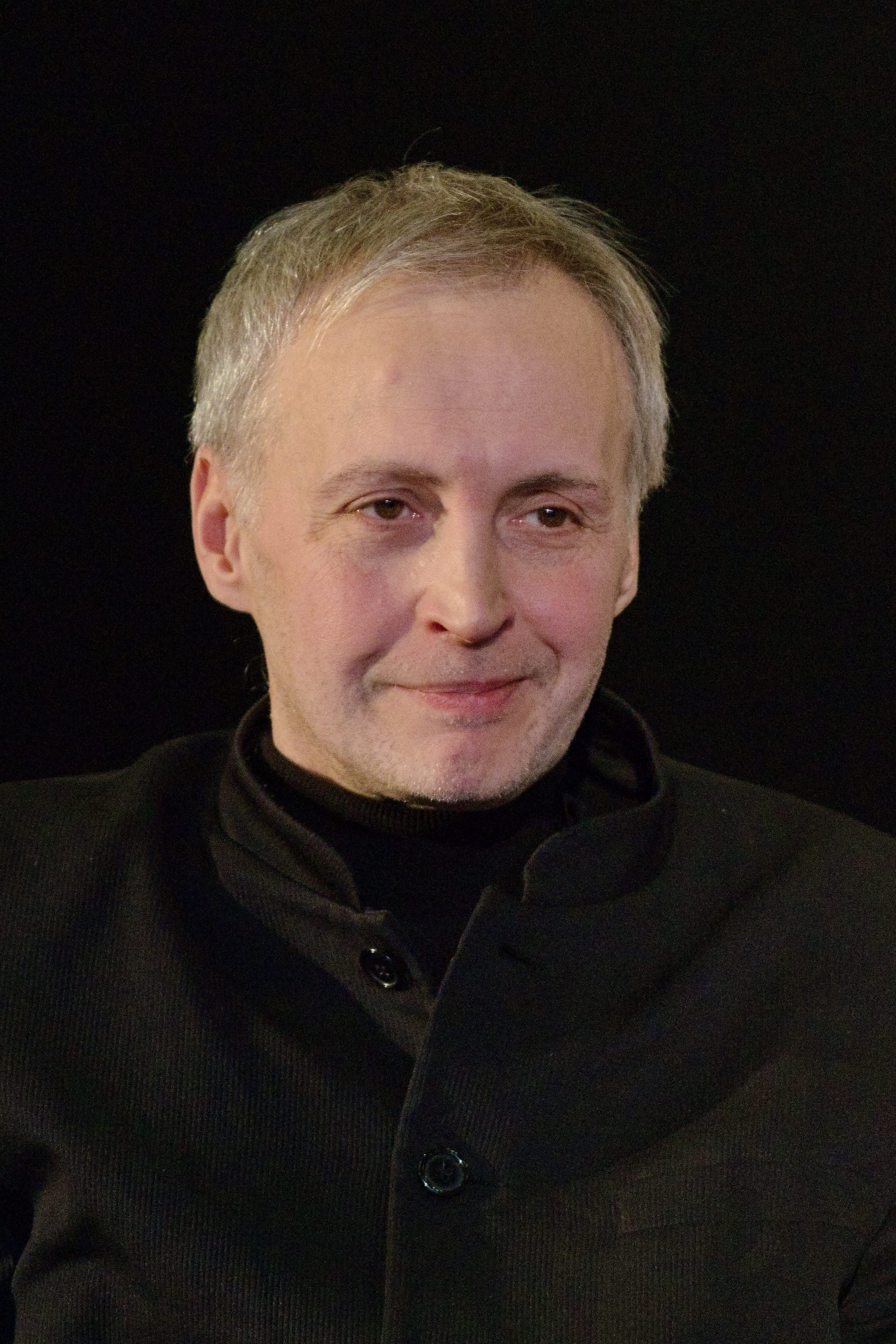
Krzysztof Bartnicki (2024)

Krzysztof Bartnicki (ur. 7 maja 1971 w Opolu) – polski pisarz, tłumacz, słownikarz, laureat Nagrody Literackiej Gdynia i Nagrody „Literatury na Świecie”, stypendysta Ministerstwa Kultury i Dziedzictwa Narodowego.
W 2012 przedstawił „Finneganów tren” – pierwsze pełne spolszczenie powieści „Finnegans Wake” Jamesa Joyce’a, wraz ze zbiorem wariantów tłumaczenia („Finneganów bdyn”). W 2014 opublikował „Finnegans _ake” (partyturę suity Eis-dur Jamesa Joyce’a) oraz „Da Capo al Finne” (przekład „Finnegans Wake” na kryptogram muzyczny). W duecie z Marcinem Szmandrą ukończył „Finnegans Meet” (przekład „Finnegans Wake” na kod werbowizualny). Reprezentuje zachowującego anonimowość autora „Prospektu emisyjnego” (utworu zgłoszonego do „Paszportów Polityki” w 2010). Spolszczył i opatrzył przypisami „Fu wojny” – starochińskie teksty o wykorzystaniu sztuki wojennej w przekładzie literackim. Laureat Nagrody Literackiej Gdynia 2022 w kategorii proza za Myśliwice, Myśliwice